# ジャック＝アンドレ・ボワファール
ジャック＝アンドレ・ボワファール（Jacques-André Boiffard、1902年-1961年）は、フランスのシュルレアリスム系統の写真家。「ジャック＝アンドレ・ボワッファール」と表記されることもある。

## 来歴
パリ郊外のエベルノンに生まれた。彼は、当初医学を学んでいたが、アンドレ・ブルトンに出会い、シュルレアリスム運動に向かう。『シュルレアリスム宣言』にも署名。その後、1924年から1920年代末にかけて、マン・レイのアシスタントをする。
シュルレアリスム関係の雑誌やアンドレ・ブルトンの「ナジャ」（1928年刊行）に写真作品が掲載される。彼の写真は、視点やスケールを操作し、明るく照らされた被写体を、暗い背景と対比させる作品に特徴があった。また、彼は映画も製作した。
1930年には、パリにエリ・ロタールと写真スタジオ（スタジオ・ユニ）を設立し、ロタールの写真にも影響を与える。1930年代後半には写真を離れ、医学の途に戻り、のちに放射線技師となった。
1961年にパリで死去した。

## 日本での展覧会および出品作品
- 「写真のエコール・ド・パリ」展（目黒区美術館、三重県立美術館、北海道立近代美術館、河口湖美術館、静岡県立美術館、ひろしま美術館、1991年～1992年）
  - 出品作品
    - No.33: title unknown、題名不詳、modern print by P. Gassmann, 22.7x18.3
    - No.34: title unknown、題名不詳、modern print by P. Gassmann, 28.5x22.0
    - No.35: title unknown、題名不詳、modern print by P. Gassmann, 28.7x24.1
    - No.36: title unknown (Illustration pour la revue Documents dirigée par Georges Bataille)、題名不詳（ジョルジュ・バタイユ監修の雑誌『ドキュマン』のための写真）、modern print by P. Gassmann, 28.4x21.7
    - No.37: title unknown (Illustration pour la revue Documents dirigée par Georges Bataille)、題名不詳（ジョルジュ・バタイユ監修の雑誌『ドキュマン』のための写真）、modern print by P. Gassmann, 28.2x21.9
    - No.38: title unknown (Illustration pour la revue Documents dirigée par Georges Bataille)、題名不詳（ジョルジュ・バタイユ監修の雑誌『ドキュマン』のための写真）、modern print by P. Gassmann, 28.3x22.2
    - No.39: title unknown (Illustration pour la revue Documents dirigée par Georges Bataille)、題名不詳（ジョルジュ・バタイユ監修の雑誌『ドキュマン』のための写真）、modern print by P. Gassmann, 28.4x27.1
    - No.40: Alberto Giacometti、アルベルト・ジャコメッティ、modern print by P. Gassmann, 21.3x28.2
    - No.41: title unknown、題名不詳、modern print by P. Gassmann, 21.9x28.2
    - No.42: title unknown、題名不詳、modern print by P. Gassmann, 22.7x18.7
- 横浜美術館コレクション展　第3期（2004年11月24日（水）～2005年3月23日（水））
  - 写真展示室「シュルレアリスムと写真　実験的な技法と表現（Surrealism and Photography: Innovative Technique and Expression）」のタイトルのもと7点が出品
  - [2]
  - [3]
  - 出品作品
    - アルベルト・ジャコメッティ、撮影年不詳（後年のプリント）、ゼラチン・シルバー・プリント
- 「シュルレアリスムと写真　痙攣する美」展（東京都写真美術館、2008年）
  - 出品作品
    - No.52、無題、Sans titre、1926-28年、ゼラチン・シルヴァー・プリント、横浜美術館蔵
    - No.53、無題、Sans titre、1928年、ゼラチン・シルヴァー・プリント、横浜美術館蔵
    - No.54、無題、Sans titre、1926-28年、ゼラチン・シルヴァー・プリント、横浜美術館蔵
    - No.247、無題、Sans titre、1929年、ゼラチン・シルヴァー・プリント、横浜美術館蔵
    - No.249、無題、Sans titre、1930年、ゼラチン・シルヴァー・プリント、横浜美術館蔵
    - No.250、無題、Sans titre、1930年、ゼラチン・シルヴァー・プリント、横浜美術館蔵
- 「シュルレアリスム」展（国立新美術館、2011年）
  - 出品作品
    - No.72、折れ曲がったスポーク、1932-1933年頃、ゼラチン・シルバー・プリント、22.6x18.4cm、Les Rayons brisés, Vers 1932-1933, Épreuve gélatin-argentique
      - タイトルの通り、10本の足を伸ばしている自転車タイヤの（？）スポークの10本の足の先がことごとくひん曲がっている

    - No.73、無題、1932-1933年頃、フォトグラム、ゼラチン・シルバー・プリント、29.9x23.9cm、Sans titre, Vers 1932-1933, Photogramme, Épreuve gélatin-argentique
      - 抽象的なフォトグラム

    - No.105、無題、1932-1933年頃、ゼラチン・シルバー・プリント、15.2x19.8cm、Sans titre, Vers 1932-1933, Épreuve gélatin-argentique
      - 筒の短いピストルの前半分（引き金も見える）のアップと注射器用（？）のモルヒネ（アルファベットで「Morphine」と書いた文字が見える）のアンプル（バイアルではない）数本

- -     - No.106、無題、1932-1933年頃、ゼラチン・シルバー・プリント、27.0x21.0cm、Sans titre, Vers 1932-1933, Épreuve gélatin-argentique
      - 女性の胸より上のヌードの前に、白い紐か細い針金で蜘蛛の巣状のものを配置し、上から光をあてて女性の首から胸の上に、蜘蛛の巣のような影を落としている

## 資料
- 上記「写真のエコール・ド・パリ」展および「シュルレアリスム」展の展覧会カタログ
- The Oxford Companion to the Photograph, edited by Robin Lenman, Oxford University Press, 2005